# Terphothrix parmata
Terphothrix parmata är en fjärilsart som beskrevs av Druce 1906. Terphothrix parmata ingår i släktet Terphothrix och familjen tofsspinnare. Inga underarter finns listade i Catalogue of Life.